# سيف علي (عين العرب)
سيف علي قرية سوريّة تتبع إداريّاً لمحافظة حلب منطقة عين العرب ناحية مركز شيوخ تحتاني، بلغ تعداد سكانها 984 نسمة حسب التعداد السكاني لعام 2004.